# Калачики пижмові
Калачики пижмові, калачики мускусні (Malva moschata) — вид квіткових рослин з родини мальвових (Malvaceae). Ареал: Європа (Албанія, Австрія, Бельгія, Люксембург, Болгарія, Чехія, Франція (у т. ч. Корсика), Німеччина, Велика Британія, Греція, Італія (у т. ч. Сицилія), Нідерланди, Польща, Румунія, Іспанія, Швейцарія, Боснія і Герцеговина, Хорватія, Чорногорія, Північна Македонія, Сербія, Словенія), Туреччина; інтродукція: США, Канада, Чилі, Аргентина, Тасманія, Японія, Білорусь, Португалія, Ірландія, Угорщина, Словаччина, Україна, Молдова, Данія, Литва, Латвія, Естонія, Фінляндія, Швеція, Норвегія.

## Екологія
Росте на сухих луках і пасовищах, у чагарниках, уздовж доріг і на узліссях. В Україні вид росте часто в садах і парках по всій території, іноді дичавіє.

## Біоморфологічна характеристика
Багаторічна запушена трав'яниста рослина з веретеноподібним коренем, 20–130 см заввишки. Стебла прямі, слаборозгалужені, рідко запушені. Найбільш нижні листки довгочерешкові, пальчасто-лопатеві, верхні стеблові листки 5–7-лопатеві до розрізаних; прилистки стійкі. Квітки поодинокі або зібрані в суцвіття на верхівці стебла, на короткій ніжці. Листочки чашечки лінійно-ланцетні, 3–8 мм завдовжки, при плодах до 15 мм, чашолистки до 1/2 або 2/3 зрощені, зовнішня поверхня волосиста, волоски як прості, так і зірчасті. Пелюстки трикутні, світло-рожеві, рожево-пурпурові або білі, 2–3.5 см завдовжки. Плід чорний, дископодібної форми, 9–11 мм в діаметрі (схізокарпій), складається з 15–20 густо запушених плодиків (мерикарпії). Насіння 1.2–1.5 мм. 2n = 42.

## Використання

### В їжу
Листя можна використовувати в салат, має м'який приємний смак. Насіння має приємний горіховий смак, але воно досить дрібне, і його складно збирати.

### В медицині
Усі частини рослини є протизапальними, в'яжучими, сечогінними, пом'якшувальними, відхаркувальними, проносними засобами. Листя та квіти можна їсти як частину дієти, або чай можна приготувати з листя, квітів або коренів. Листя та квіти є основною частиною, яка використовується, їхні пом'якшувальні властивості роблять їх цінними як припарки від синців, запалень, укусів комах тощо, або приймають всередину при лікуванні захворювань дихальної системи або запалень травної чи сечовидільної систем.

### Інше
Декоративна рослина. Хороша для бджіл рослина — квіти є багатим джерелом нектару. Кремовий, жовтий і зелений барвники можна отримати з рослини та головок насіння. Волокно, отримане зі стебел, використовується для виготовлення шнурів, текстилю та паперу (не має економічного значення). Екстракт квітів використовується як інгредієнт у комерційних косметичних препаратах як зволожувач і кондиціонер для шкіри.

## Галерея

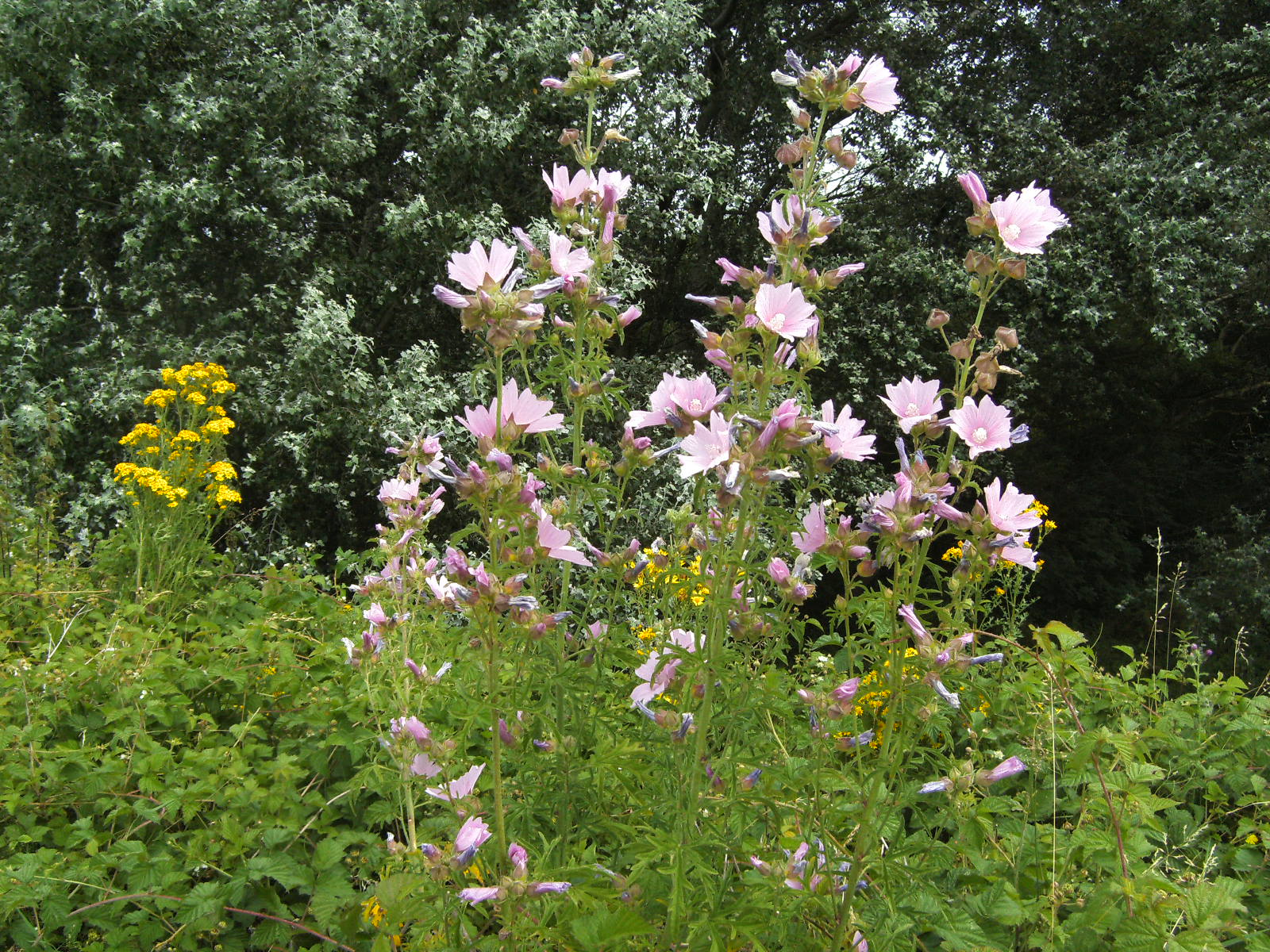
Рослина в середовищі
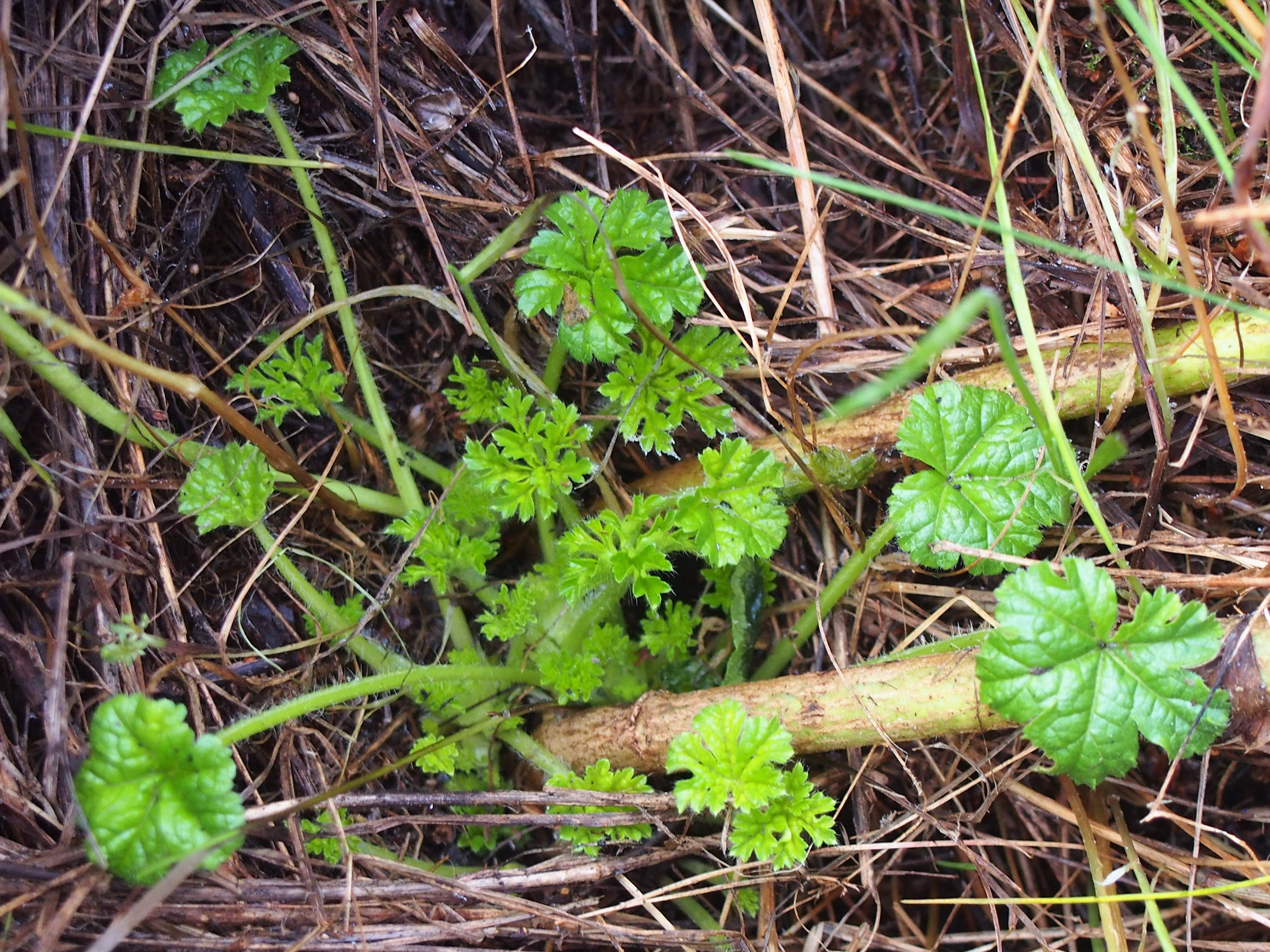
Листки
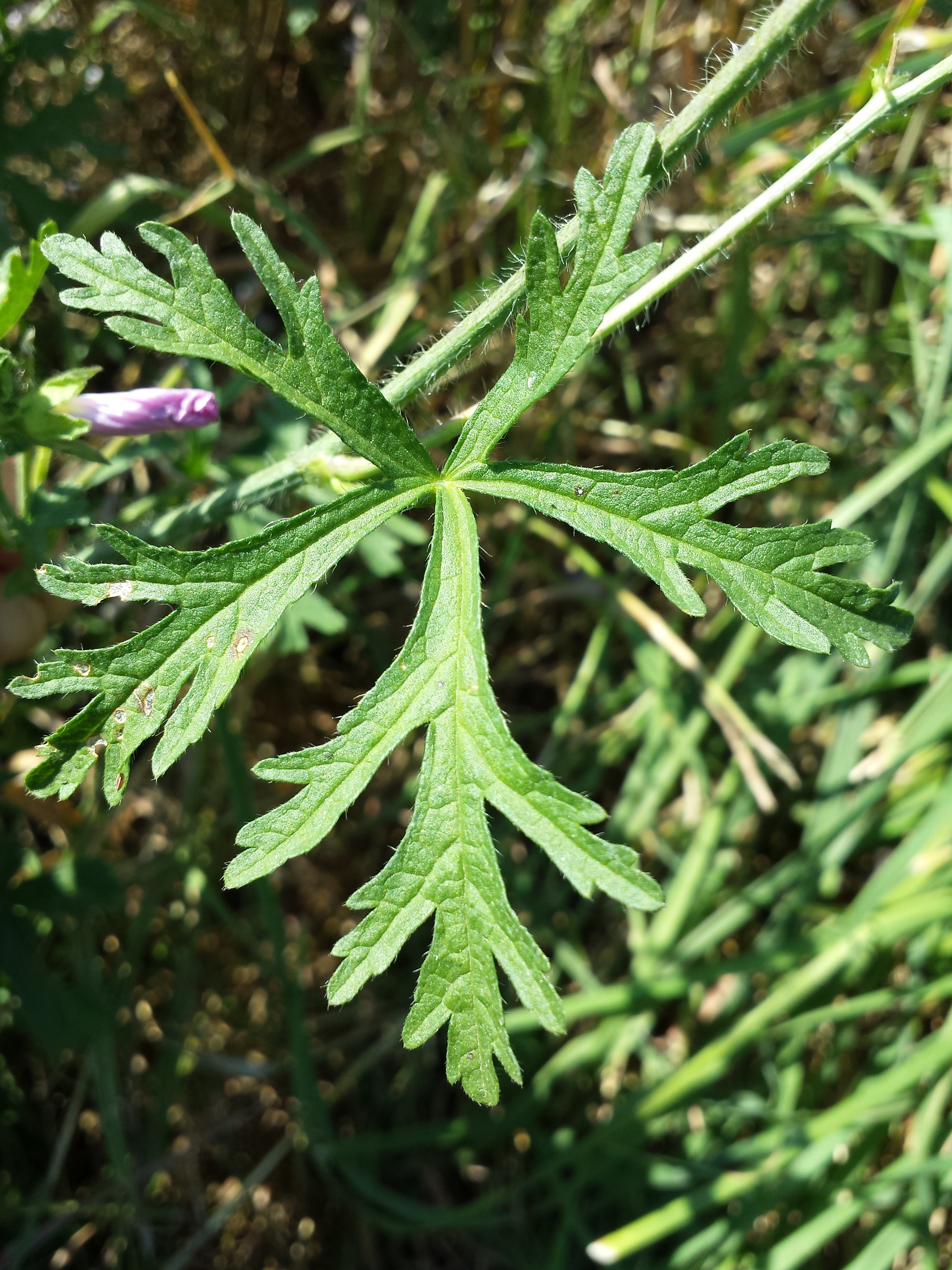
Листок
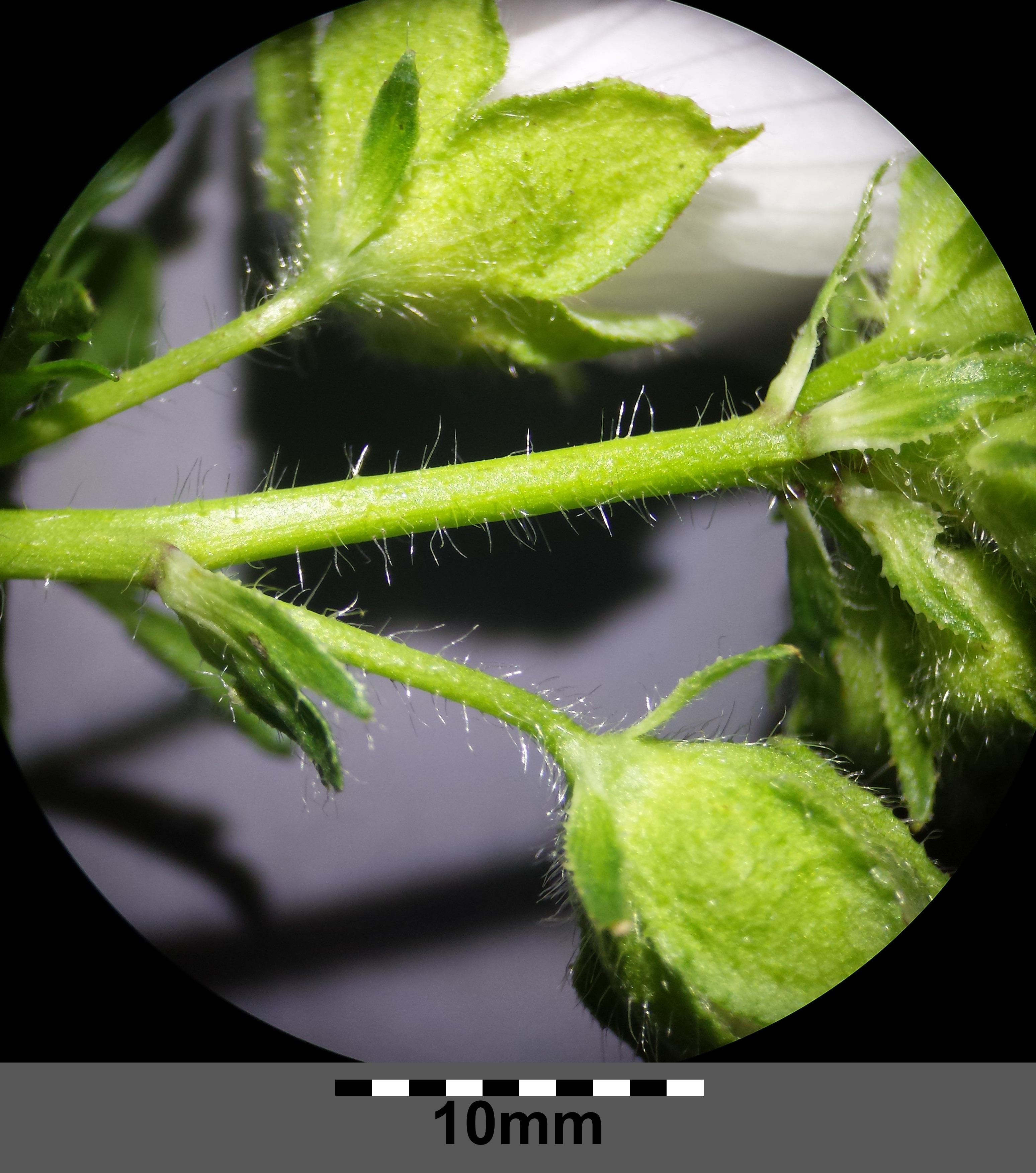
Суцвіття в деталях
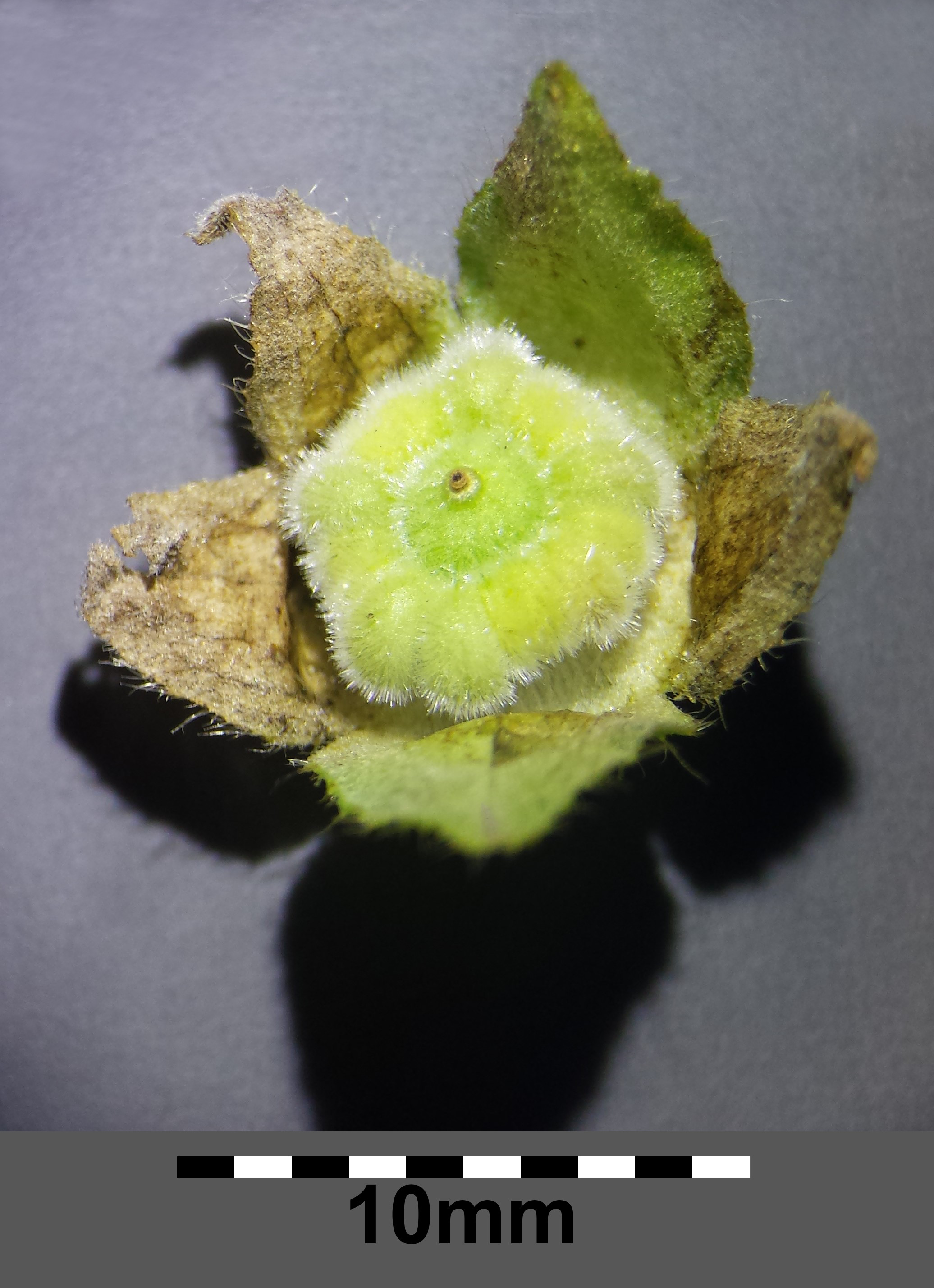
Плід
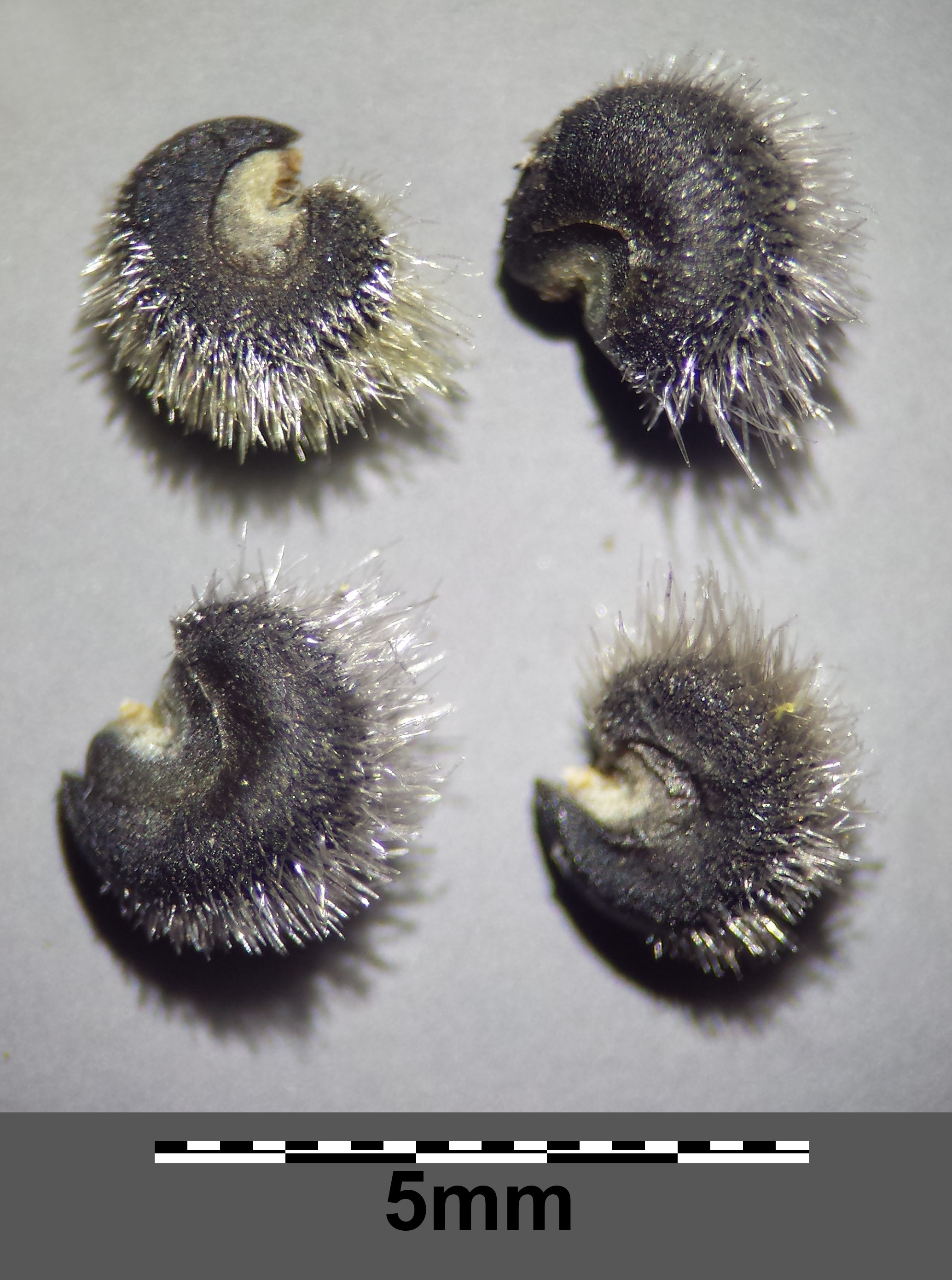
Плодики
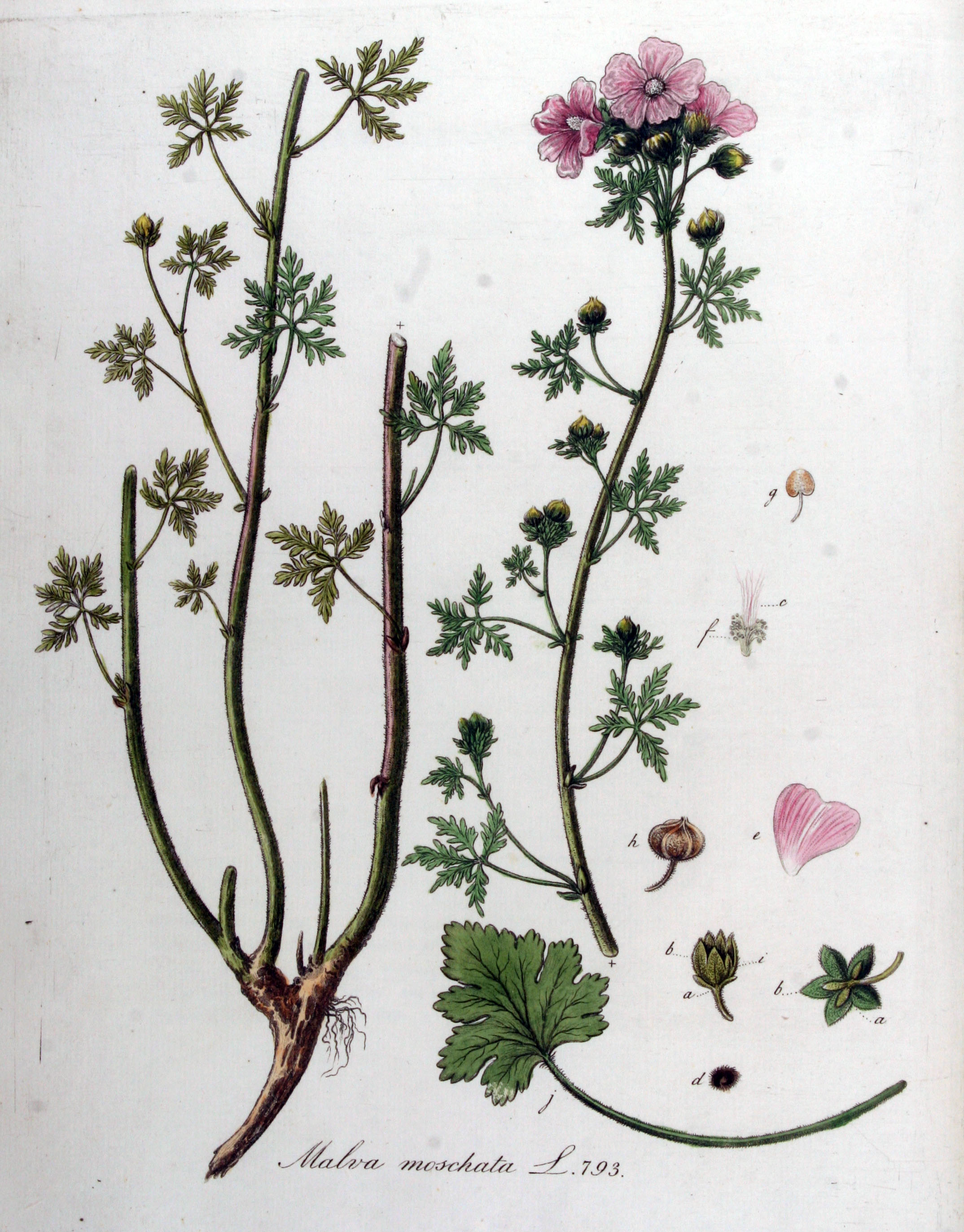
Ілюстрація